# Anders Abraham Grafström

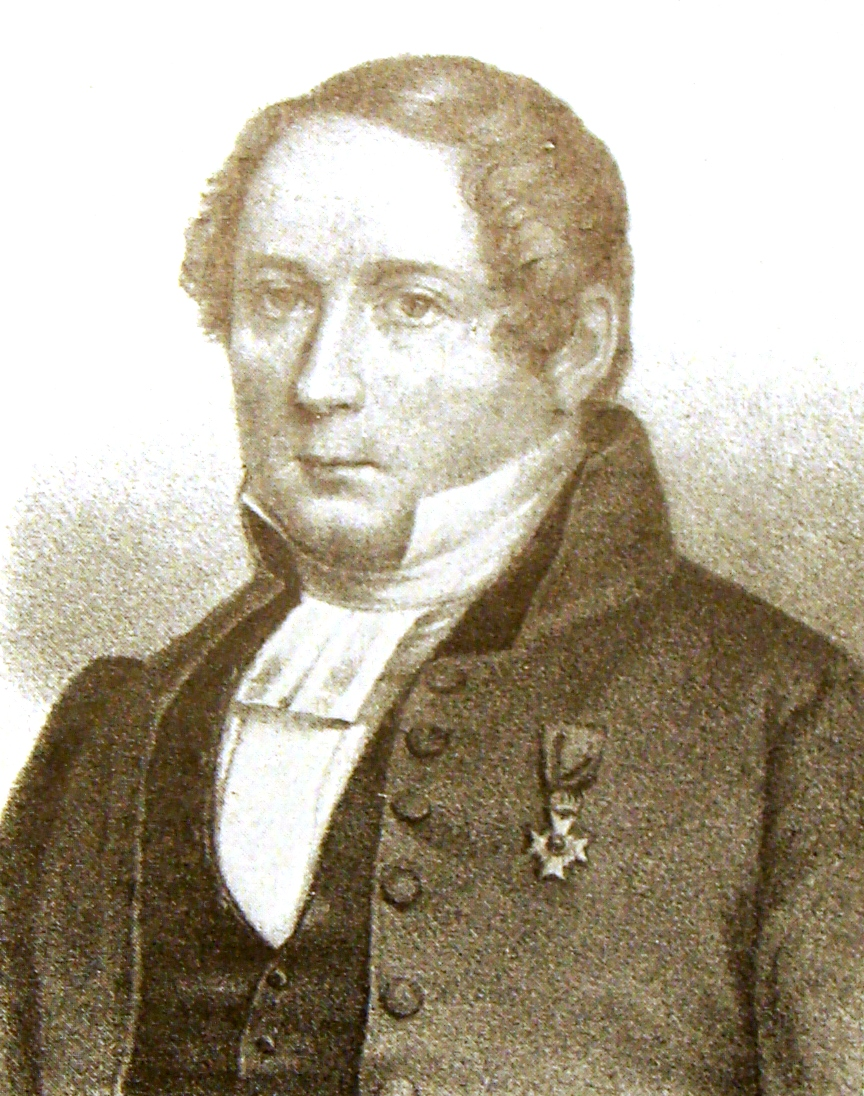
Anders Abraham Grafström

Anders Abraham Grafström (* 10. Januar 1790 in Sundsvall; † 24. Juli 1870 in Umeå) war ein schwedischer protestantischer Geistlicher, Historiker und Dichter.

## Leben
Grafström, ein Sohn des Kaufmanns Abraham Grafström, studierte ab 1809 an der Universität Uppsala und legte 1815 das Magisterexamen ab. 1819 wurde er Amanuensis an der Universitätsbibliothek Uppsala, 1820 Dozent der Geschichte und 1821 Lektor an der Militärakademie Karlberg. 1831 wurde er zum außerordentlichen Hofprediger in Stockholm berufen, ging aber schon 1833 als Lehrer für Geschichte an das Gymnasium in Härnösand. 1835 wurde er Pastor (kyrkoherde) in Umeå, wo er bis zu seinem Tod lebte. Von 1849 bis 1867 amtierte er auch als Propst. Zwischen 1840 und 1851 war er Mitglied des Pfarrerstandes im Schwedischen Ständereichstag.
Grafström trat zuerst 1817 als Lyriker in der Stockholms-Posten auf und veröffentlichte später auch in Per Daniel Amadeus Atterboms Poetisk kalender. Einige seiner Gedichte wurden von Johan Erik Nordblom vertont. Für ein Gedicht auf die Vermählung des Kronprinzen erhielt er 1825 den „stora pris“, die höchste Auszeichnung der Schwedischen Akademie. Später veröffentlichte er eine Reihe von Gedichtsammlungen, wie Skalde-försök (Stockholm 1826–1832, 2 Hefte), Sånger från Norrland (Stockholm 1841) und Nya sånger från Norrland (Stockholm, 1848), die sich durch einen milden Ernst, ein reines, oft elegisches Gefühl und durch klassische Form auszeichnen und ein besonderes Talent für Naturgemälde bekunden. Eine Gesamtausgabe seiner Poesien brachte er noch selbst unter dem Titel Samlade skaldestycken heraus (Stockholm 1864). 
Grafström schrieb auch den Text zu dem von Christian Didrik Forssell herausgegebenen Kupferwerk Ett år i Sverige (Stockholm 1827–35) und vollendete die erste Werkausgabe seines Schwiegervaters Frans Michael Franzén, der auch eine Biografie beigegeben war. 
Grafström wurde 1839 in die Schwedische Akademie aufgenommen und saß dort auf Stuhl Nr. 6. Ab 1841 gehörte er auch zur Königlich Schwedischen Musikakademie, ab 1842 zur Königlich Schwedischen Akademie für Forst- und Landwirtschaft. 1845 wurde er zum Dr. theol. promoviert.
Grafström war ab 1822 mit Henriette Elisabeth Franzén (1803–1833) verheiratet, einer Tochter des Dichters und späteren Bischofs Frans Michael Franzén, und nach deren Tod ab 1838 mit deren Halbschwester Helena Sophia Franzén (1813–1891).

## Weitere Werke
- De lingua, originis gentis Sviogothicae indice. Uppsala, 1811.
- Tal öfver Högstsalig Hans Majestät Konung Carl XIII, gehalten am Gustavianska Lärosalen in Uppsala, am 6. Mai 1818. Stockholm, 1818.
- De Statu Rerum Sveciarum ad Mortem Ingialdi Illråda Dissertatio Historica. (Beteiligt Petrus Ephraim Oldberg und Johannes P. Bosén). Dissertation Uppsala 1820.
- De reformatione religionis christianae post Lutherum continuata. Uppsala, 1829.